# SNCF X 4630

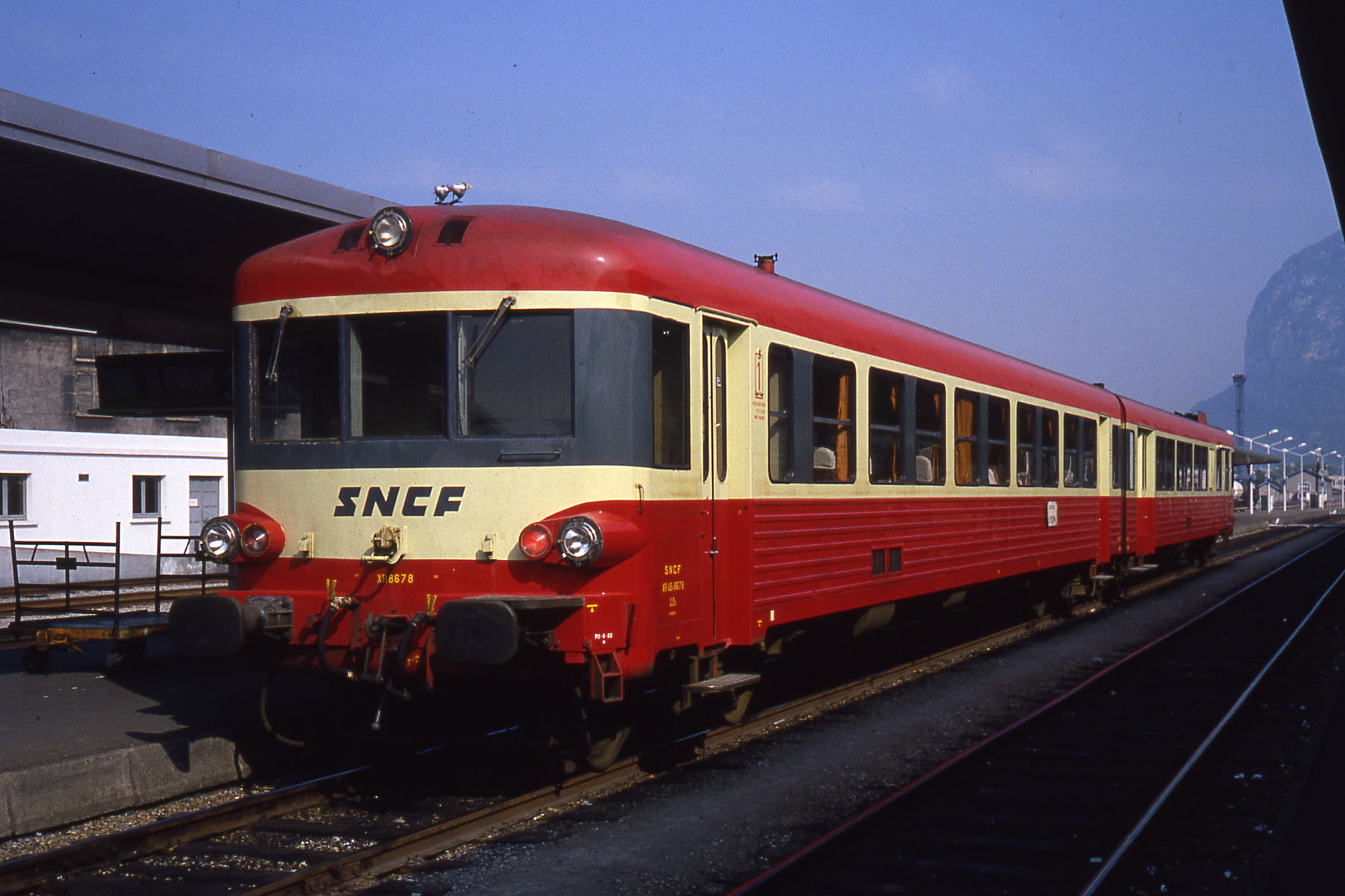
X 4681 mit Steuerwagen in Grenoble, 1981

Die Baureihe X 4630 der französischen Staatsbahn SNCF ist eine Serie zweiteiliger Dieseltriebwagen, die sich von 1971 bis 2011 bei der SNCF im Planeinsatz befand. Mit den Fahrzeugen der Baureihen  X 4300, X 4500, X 4750 und X 4900 zählte sie zur Familie der – aufgrund des an die Flugzeuge vom Typ Sud Aviation Caravelle erinnernden Motorengeräusches – sogenannten Caravelles, die sämtlich bei den Ateliers de construction du Nord de la France (ANF) gebaut wurden.

## Geschichte und Beschreibung

### Ursprungsausführung

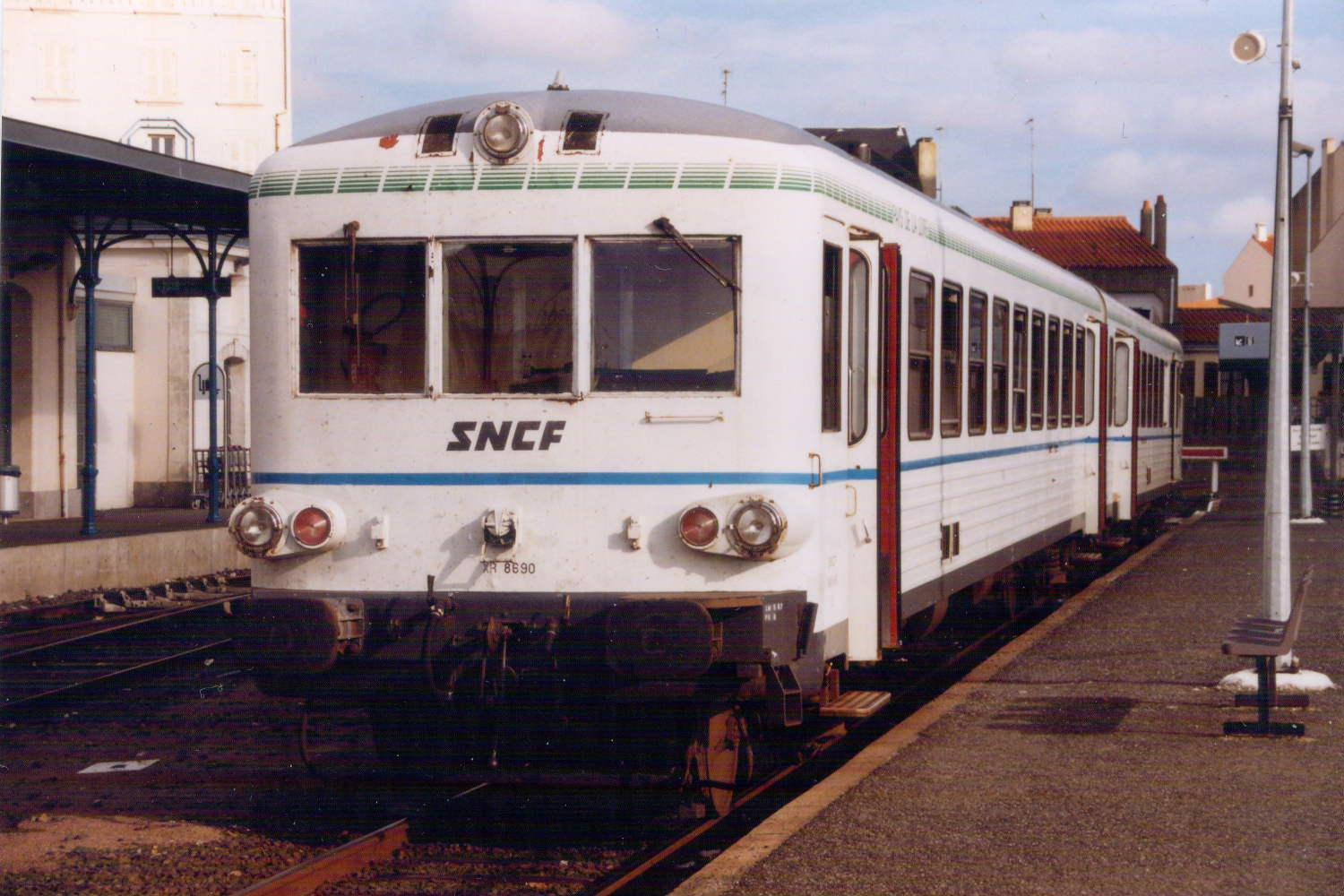
21 Einheiten wurden zwar modernisiert, behielten aber die alten Fahrzeugfronten: X 4693 in der Farbgebung „Ambulance“ in Les Sables-d’Olonne, 1999

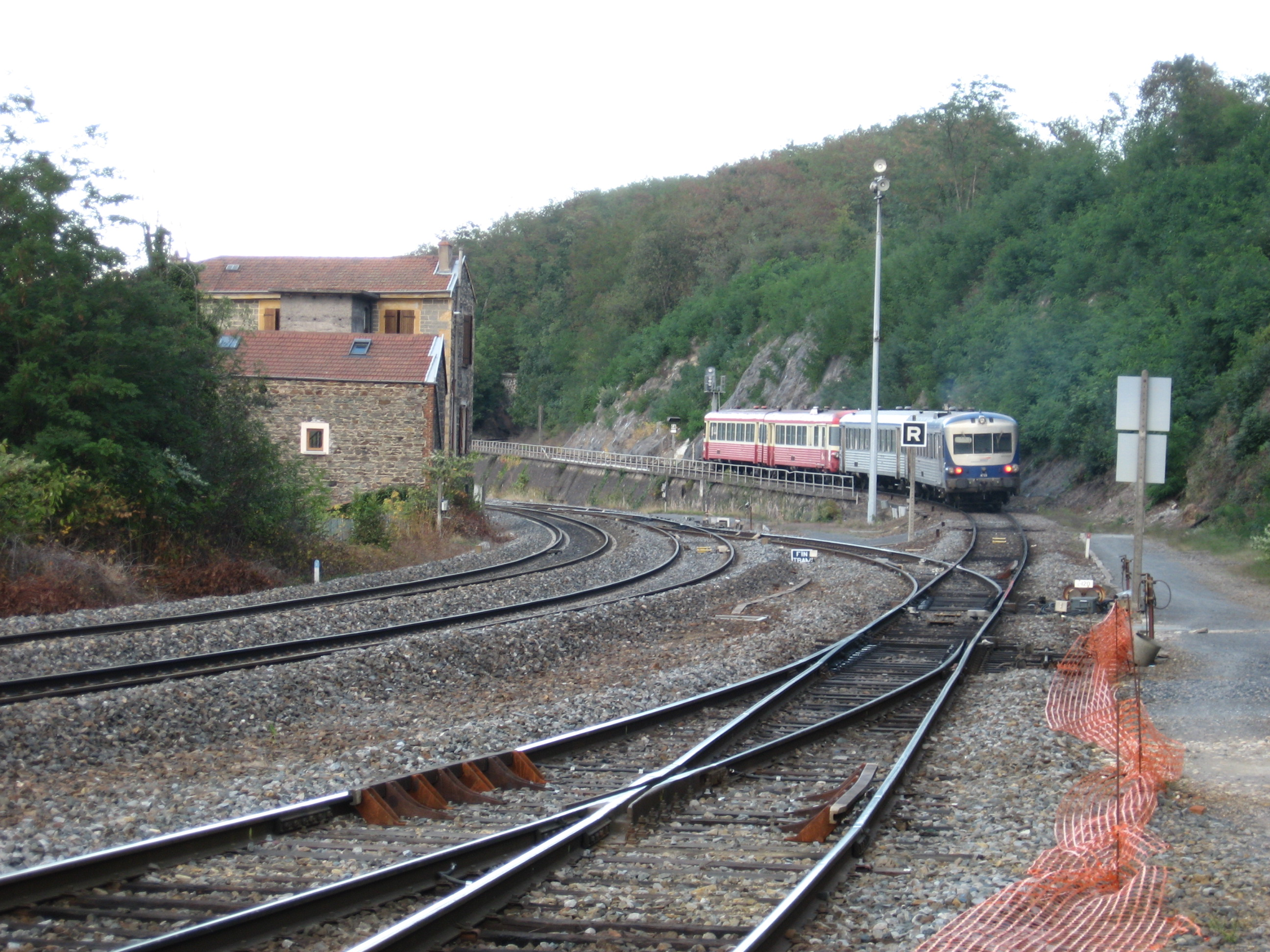
X 4723 in TER-Lackierung und eine weitere „Caravelle“ in L’Arbresle, 2009

Die Baureihe X 4630 war mit den Vorgängerbaureihen X 4300 und X 4500 weitgehend identisch. Wichtigster Unterschied war der Ersatz des mechanischen Getriebes durch ein hydraulisches Turbogetriebe von Voith des Typs T420r. Die für einen Gangwechsel benötigte Zeit war bei den X 4300/4500 besonders in den niedrigen Gängen für ein geringes Beschleunigungsvermögen verantwortlich.
113 Fahrzeuge dieser Baureihe wurden zwischen Februar 1971 und Juli 1977 in Dienst gestellt, sie erhielten die Betriebsnummern 4630 bis 4742. Jeweils ein vierachsiger Triebwagen mit nur einem Führerstand war mit einem gleichartigen Steuerwagen (Baureihen XR 8400 und XR 8600) fest gekuppelt, ein Gummiwulstübergang verband die beiden Wagenkästen. Der 38,7 t schwere Triebwagen verfügte über 60 Sitzplätze der 2. Wagenklasse (Bestuhlung 3+2) und ein Gepäckabteil, er war wie der Steuerwagen über Puffer 21.240 mm lang. Der Steuerwagen wog 23,4 t. Er war zweiklassig, je nach Ausführung standen 12 oder 24 Plätze der 1. Klasse und 69 bzw. 49 Plätze der 2. Klasse zur Verfügung.
Der von Saurer stammende Sechszylinder-Dieselmotor SDHR des Triebwagens, der auch in den X 4500 zum Einsatz kam, leistete 295 kW. Als Boxermotor konnte er unter dem Boden des Triebwagens angebracht werden. Die Höchstgeschwindigkeit des Fahrzeugs betrug 120 km/h.
Anders als die meisten französischen Triebfahrzeuge erhielten die „Caravelles“ ein Dreilicht-Spitzensignal. Trieb- und Steuerwagen waren ursprünglich rot mit einem cremefarbenen Fensterband lackiert. Mit den anderen „Caravelle“-Baureihen konnten die X 4630 in Mehrfachtraktionen von maximal drei Einheiten verkehren.
Der Triebwagen X 4609 der Baureihe X 4500 erhielt 1996 nachträglich einen dieselhydraulischen Antrieb und wurde als X 4743 der Baureihe X 4630 zugeordnet.
Das Einzelexemplar X 94630 (mit dem Steuerwagen XR 94630) entsprach weitgehend der Bauart X 4630, hatte jedoch kein Abteil erster Klasse. Das blau mit gelbem Fensterband lackierte Fahrzeug wurde 1978 vom Syndicat intercommunal des transports publics (S.I.T.P.) Cannes-Ranguin für die Bahnstrecke Cannes–Ranguin erworben und nach deren Einstellung im Jahr 1995 an die SNCF verkauft, wo es unter der Betriebsnummer X 4744 eingereiht wurde.

### Umbau

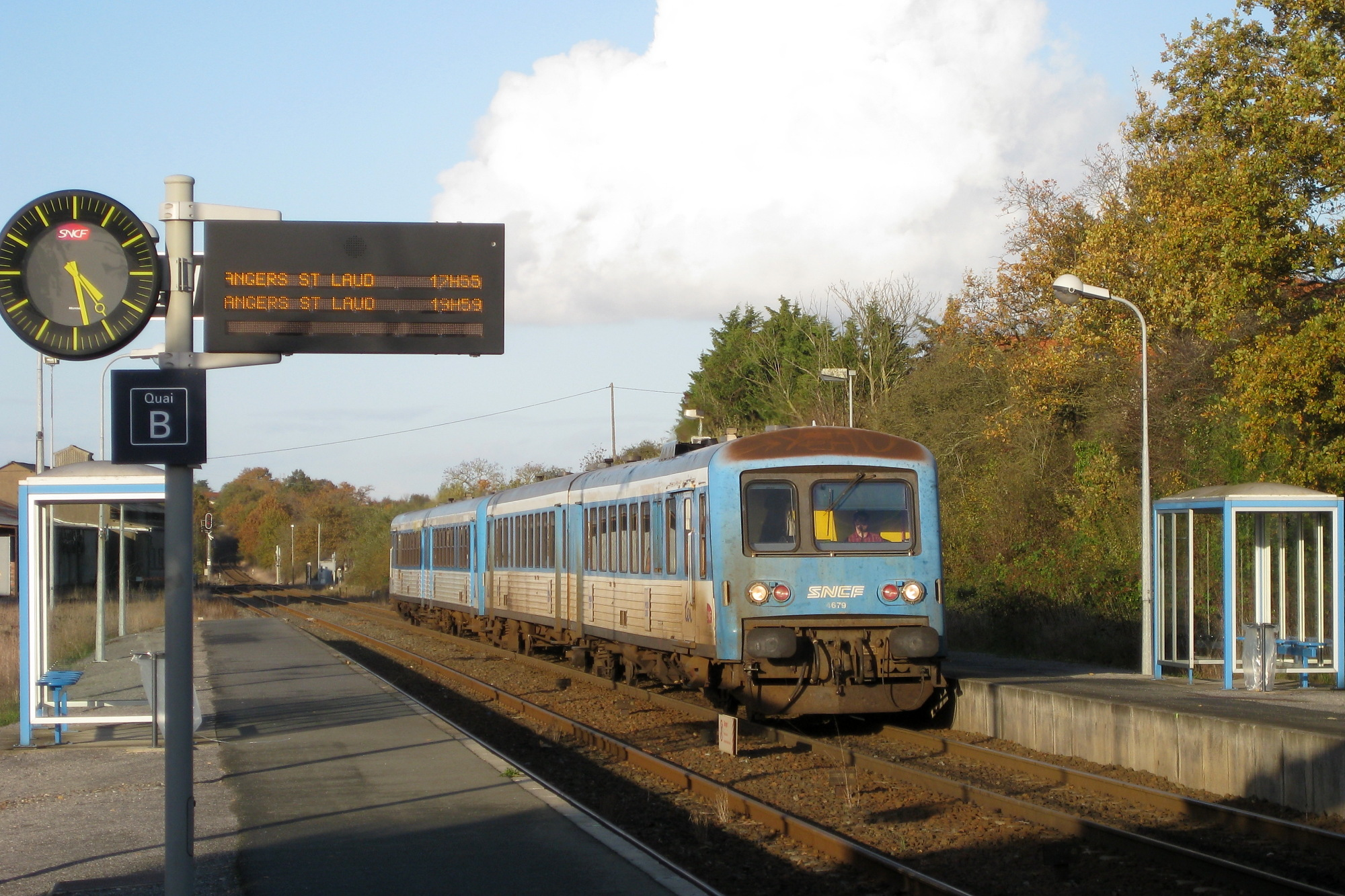
Zwei modernisierte X 4630 mit veränderten Fronten in Chemillé, 2008

Angesichts des Komforts der Corail-Wagen und TGV-Hochgeschwindigkeitszüge erschien in den 1980er Jahren ein Umbau der im Anschluss verkehrenden „Caravelles“ wünschenswert. 40 Einheiten wurden modernisiert, wobei zum besseren Schutz des Triebfahrzeugführers 19 Einheiten veränderte und verstärkte Fronten erhielten. Die 21 zwischen 1985 und 1987 im Ausbesserungswerk Atéliers du Mans modernisierten Einheiten mit unveränderter Front wurden weiß mit einer schmalen Bauchbinde (Farbgebung „Ambulance“) lackiert. Verbessert wurden u. a. auch die Sitze, und jede Region konnte über die Lackierung der dort verkehrenden Fahrzeuge bestimmen. Das Gewicht der Trieb- und Steuerwagen mit neuen Fronten stieg um jeweils ca. 4 t, über Puffer wurden die Wagenkästen 21.740 mm lang.

## Verbleib
Sämtliche Fahrzeuge der Baureihe wurden bis 2011 ausgemustert, die letzten Einheiten wurden vom Betriebswerk Nevers eingesetzt. 41 Exemplare wurden an Regiotrans nach Rumänien verkauft, sechs existieren bei französischen Museumsbahnen weiter.